# デモドコス
『デモドコス』（デーモドコス、希: Δημόδοκος, 羅: Demodocus）とは、プラトン名義の短篇の対話篇。偽書。副題は「助言について」。
古代にトラシュロスがまとめた四部作（テトラロギア）集36篇の中に含まれておらず、ディオゲネス・ラエルティオスが『ギリシア哲学者列伝』の中で、「誰もが一致して偽作としている」作品として名指しした11篇の内の1つ。

## 構成

### 登場人物
- 無名氏 - ソクラテスか。
- デモドコス - 『テアゲス』にも登場するデモドコスか。

### 年代・場面設定
無名氏（ソクラテス）が、デモドコス等の審議に助言者として呼ばれ、無名氏（ソクラテス）が審議の問題について考察するという書き出しから始まるが、話は途中で終わり、別の話題へと移る。
本篇は、
1. 「審議と助言」
2. 「訴訟における告訴者・弁明者双方の言い分の取り扱い」
3. 「貸与と信用」
4. 「誰を信用すべきか」

という4つの異なるトピックを扱ったテキストが合成されたものである。

### 補足
本篇は一応は対話篇ということになっているが、事実上、独り語り（モノローグ）、ないしは単なる（途中に架空の会話を挟んだ）叙述である。

## 日本語訳
- 『プラトン全集 15』 副島民雄訳、岩波書店、1975年, 2006年